# Universitatea de Stat și Institutul Politehnic Virginia
Universitatea de Stat și Institutul Politehnic Virginia, cunoscută ca Virginia Tech (VT), este o universitatea de stat cu campusul principal în Blacksburg, Virginia.

## Istoric
Fondată în 1872 ca un colegiu de mecanică și agricolă subvenționată de stat, Virginia Tech este o universitatea de cercetare cu cea mai mare populație de studenți la zi din Virginia și una dintre puținele universități de stat din Statele Unite care are un corp de cadeți.